# 眞鍋かおり
眞鍋 かおり（まなべ かおり、1975年3月18日 - ）は、埼玉県出身の元バスケットボール選手である。ニックネームは「リト」。ポジションはガード。トヨタ自動車に所属していた。

## 来歴
中尾小学校でバスケを始め、高校は名門の名古屋短大付高に進み全国大会で活躍。全日本ジュニアにも選ばれ世界選手権を経験。
卒業後、愛知学泉大学を経て、トヨタ自動車に入社。主力として活躍しオールスターも経験した。
1997年夏季ユニバーシアード日本選手団の旗手も務めた。
2002年退社。クラブチーム「マインドバース」に所属し、愛知県選抜として国体優勝を経験した。
2008年引退。

## 経歴
- 桜花学園高 - 愛知学泉大 - トヨタ自動車（1997年〜2002年）

## 日本代表歴
- 1993年ジュニア世界選手権
- 1997年ユニバーシアード